# Eternal Flame (canção)
"Eternal Flame" é uma canção da banda americana The Bangles para seu álbum Everything de 1988. Tornou-se um hit, quando lançado em 1989, alcançando o primeiro lugar nas paradas em nove países, incluindo Austrália, Holanda, Reino Unido e Estados Unidos. Foi escrito pela consagrada parceria de composição de Billy Steinberg e Tom Kelly (tornando-se o quinto Billboard Hot 100 número um em cinco anos) junto com Susanna Hoffs dos Bangles. Tendo atingido o número um no Billboard Hot 100 em dezembro de 1986 com "Walk Like an Egyptian", as Bangles tornaram-se apenas o terceiro grupo feminino a marcar vários números nos Estados Unidos, depois do Supremes (doze) e do Shirelles (dois). A canção fez parte da trilha sonora internacional da novela "Que Rei Sou Eu?", exibida pela Rede Globo em 1989, como tema da Princesa Juliette, interpretada por Claudia Abreu.

## Desempenho nas paradas
| Chart                                          | Maior posição |
| ---------------------------------------------- | ------------- |
| O campo songid é OBRIGATÓRIO PARA PARADA ALEMÃ | 4             |
| Austrália (ARIA)                               | 1             |
| Áustria (Ö3 Austria Top 75)                    | 3             |
| Canadá (RPM)                                   | 4             |
| Estados Unidos (Billboard Adult Contemporary)  | 1             |
| Estados Unidos (Billboard Hot 100)             | 1             |
| Finlândia (Suomen virallinen lista)            | 9             |
| França (SNEP)                                  | 5             |
| Irlanda (Irish Singles Chart)                  | 1             |
| Noruega (VG-lista)                             | 1             |
| Nova Zelândia (Recorded Music NZ)              | 4             |
| Países Baixos (Dutch Top 40)                   | 1             |
| Países Baixos (Single Top 100)                 | 1             |
| Reino Unido (UK Singles Chart)                 | 1             |
| Suécia (Sverigetopplistan)                     | 1             |
| Suíça (Schweizer Hitparade)                    | 2             |

### Paradas de final de ano
| Chart (1989)                           | Posição |
| -------------------------------------- | ------- |
| Australia (ARIA)                       | 4       |
| Áustria (Austrian Top 40)              | 10      |
| Bélgica (Belgian VRT Top 30)           | 2       |
| Canadá (Canadian RPM Top 100)          | 26      |
| EUA (Billboard Hot 100)                | 32      |
| EUA (Cashbox Top 100)                  | 7       |
| Países Baixos (Dutch Top 40)           | 1       |
| Alemanha (German Media Control Charts) | 19      |
| Suíça (Swiss Singles Chart)            | 5       |
| Reino Unido (UK Singles Chart)         | 3       |

## Versão de Atomic Kitten
O girl group britânico Atomic Kitten regravou a música em 2001 e foi lançado como o sexto single da reedição de seu álbum de estréia Right Now. Foi o primeiro single do grupo a apresentar a nova integrante da banda Jenny Frost. Sua versão foi produzida pelo produtor multi-platina Ray Ruffin. Esta versão fez parte da trilha sonora internacional da novela "As Filhas da Mãe", da Rede Globo, exibida entre 2001/2002, como tema dos personagens Diego e Joana, interpretados por Mario Frias e Priscila Fantin.

### Faixas
1. "Eternal Flame" (Single Version) – 3:15
2. "Right Now" (Jenny Frost version) – 3:35
3. "Right Now" (K-Klass Phazerphunk Club Mix) – 7:22
4. "Eternal Flame" (Blacksmith RnB Club Dub) – 3:55
5. "Right Now" (video)

UK CD
1. "Eternal Flame" (Single Version) – 3:15
2. "Album Medley" – 5:30
3. "Eternal Flame" (Blacksmith RnB Club Rub) – 3:54
4. "Eternal Flame" (video)

UK cassette
1. "Eternal Flame" (Single Version) – 3:15
2. "Album Medley" – 5:30
3. "Dancing in the Street" – 3:39

### Vídeoclipe
O vídeo começa com as três integrantes da banda caminhando para a tela em um ritmo estilizado, em roupas brancas e descalças, com um fundo escuro. Isso é mostrado frequentemente no vídeo, e é também como o vídeo termina. Ao longo do vídeo, cada uma das integrantes da banda, faz poses diferentes e movimentos de dança no tempo, para a música, com o fundo escuro e nublado no lugar. Também em uma das cenas do vídeo, todas as três cantoras do grupo são vistas no chão, com um piso de vidro e quatro postes de metal com luzes no fundo que acompanha o fundo escuro. Nesta cena, as meninas são vistas fazendo movimentos de dança básica no tempo, com a canção. durante o solo de Jenny Frost, ela é vista deitada no chão fazendo uma pose sexy. No entanto, Frost mais tarde afirmou no DVD, que ela tinha amigdalite durante a gravação de vídeo, e estava deitada por estar doente e não podia fazer movimentos brucos, Existe também uma versão do vídeo que contém clipes do filme "The Parole Officer", que foi tirado do DVD "So Far So Good".

### Performance comercial
Atomic Kitten fez a música um outro enorme sucesso; Ele entrou no top 20 em cada país que foi lançado, com exceção da Austrália, onde atingiu o pico no número 47. Entrou no número um no Reino Unido, ficando no topo por duas semanas. Em seu primeiro dia, "Eternal Flame" vendeu 35.358 cópias, e seu rival mais próximo foi "Bootylicious", que vendeu 13.182 cópias em seu dia de estréia. A canção vendeu mais de 140.000 cópias na sua primeira semana e 70.000 cópias na sua segunda semana. A canção vendeu mais de 400.000 cópias no Reino Unido e foi certificado de ouro. O single entrou nos cinco primeiros em mais de dez países. O single foi para o número dois na parada de singles francês, um enorme sucesso, e se tornou um dos singles mais vendidos por um girl group de todos os tempos na França. No entanto, foi o único single dos grupo a chegar ao top 20, tornando-se one-hit lá. Foi ouro certificado para vendas de mais de 250.000 cópias. A versão das Kittens conseguiu uma posição maior do que a versão original da música.
Mais de um ano depois, o single apareceu na Canadian Singles Chart. "Eternal Flame" era o único single das Atomic Kitten a entrar na parada. Ele estreou no número 20, e atingiu o pico no número 15. Passou doze semanas no top quarenta e cinco dos quais estavam no top vinte, fazendo a canção um sucesso moderado. O single também foi um hit número um na região de Flandres da Bélgica, e tornou-se seu single mais vendido lá, posteriormente durando dezesseis semanas no gráfico; Tornou-se o 28º single mais vendido de 2001 na Bélgica. Também passou uma semana no número um na Nova Zelândia. "Eternal Flame" passou a vender mais de um milhão de cópias em todo o mundo e foi certificado Ouro no Reino Unido, na França, na Suécia e na Nova Zelândia.

## Desepenho nas tabelas musicais
| Chart (2001)                                   | Melhor posição |
| ---------------------------------------------- | -------------- |
| O campo songid é OBRIGATÓRIO PARA PARADA ALEMÃ | 5              |
| Austrália (ARIA)                               | 47             |
| Áustria (Ö3 Austria Top 75)                    | 3              |
| Bélgica (Ultratop 50 de Flandres)              | 1              |
| Bélgica (Ultratop 50 da Valônia)               | 18             |
| Canadá (Nielsen SoundScan)                     | 15             |
| Dinamarca (Hitlisten)                          | 12             |
| Espanha (PROMUSICAE)                           | 19             |
| Europa (European Hot 100 Singles)              | 4              |
| França (SNEP)                                  | 2              |
| Irlanda (IRMA)                                 | 2              |
| Noruega (VG-lista)                             | 13             |
| Nova Zelândia (Recorded Music NZ)              | 1              |
| Países Baixos (Dutch Top 40)                   | 9              |
| Reino Unido (UK Singles Chart)                 | 1              |
| Suécia (Sverigetopplistan)                     | 2              |
| Suíça (Schweizer Hitparade)                    | 9              |

| Chart (2001)                                | Posição |
| ------------------------------------------- | ------- |
| Austrália (Austrian Singles Chart)          | 22      |
| Bélgica (Belgium Singles Chart de Flanders) | 28      |
| Bélgica (Belgium Singles Chart de Wallonia) | 99      |
| França (French Singles Chart)               | 32      |
| Irlanda (Irish Singles Chart)               | 25      |
| Nova Zelândia (New Zealand Singles Chart)   | 40      |
| Suíça (Swiss Singles Chart)                 | 59      |
| Reino Unido (UK Singles Chart)              | 15      |

| Região                                                                                             | Certificação | Vendas  |
| -------------------------------------------------------------------------------------------------- | ------------ | ------- |
| França (SNEP)                                                                                      | Ouro         | 268,000 |
| Nova Zelândia (RMNZ)                                                                               | Ouro         | 5,000*  |
| Reino Unido (BPI)                                                                                  | Ouro         | 415,000 |
| Suécia (GLF)                                                                                       | Ouro         | 15,000^ |
| *números de vendas baseados somente na certificação ^distribuições baseadas apenas na certificação |              |         |